# Hiliadulo (Lolowau)
Hiliadulo is een bestuurslaag in het regentschap Nias Selatan van de provincie Noord-Sumatra, Indonesië. Hiliadulo telt 840 inwoners (volkstelling 2010).